# Christian Michael Stever

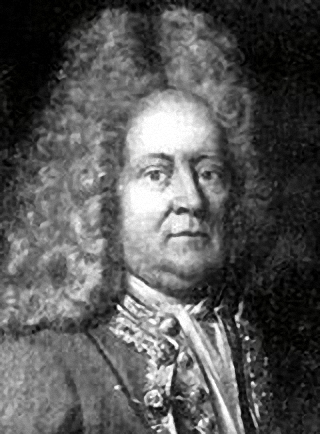
Christian Michael Stever

Christian Michael Stever (* 6. April 1657 in Rostock; † 5. Februar 1722 ebenda) war ein deutscher Jurist und Erster Bürgermeister von Rostock.

## Leben
Christian Michael Stever wurde als Sohn des Rostocker Ratsherren Johann Joachim Stever geboren. Nach dem Schulbesuch in Wismar studierte er Jura an der Universität Rostock. Von 1688 bis 1691 stand er in Diensten eines Herrn von Flotow. 1683 arbeitete er in der Justizkanzlei Schwerin, 1688 erwarb er das Rostocker Bürgerrecht. Hier war er als Kirchenvorsteher und Kämmerer tätig. Christian Michael Stever war ein Mitglied des Hundertmänner-Kollegiums, dem Vorläufer der Bürgerschaft. 1693 wurde er Ratsherr, 1696 Protonotar. 1702 wurde er zu einem Bürgermeister der Stadt Rostock gewählt. 1706 war Stever Mitglied des Engeren Ausschusses des Landtages von Mecklenburg und 1707 Erster Bürgermeister von Rostock.
Christian Michael Stever heiratete am 14. November 1688 Justina Regina Beselin, das Paar hatte drei Kinder: Anna Elisabeth (1694–1742), den Arzt Christian Friedrich (1697–1778) und den Juristen, Ratsherrn und Kämmerer Johann Valentin (1690–1755).